# Metoksietan
Metoksietan (etil metil etar) je etil grupa sa vezanim metoksi grupom. Metoksietan je bezbojan gasoviti etar. On je ekstremno zapaljiv. Inhalacija ovog gasa može da uzrokuje asfiksiju ili vrtoglavicu. Kao Luisova baza, on može da reaguje sa Luisovim kiselinama i da formira soli. On burno reaguje sa oksidacionim agensima.